# Bulgaria nella prima guerra mondiale

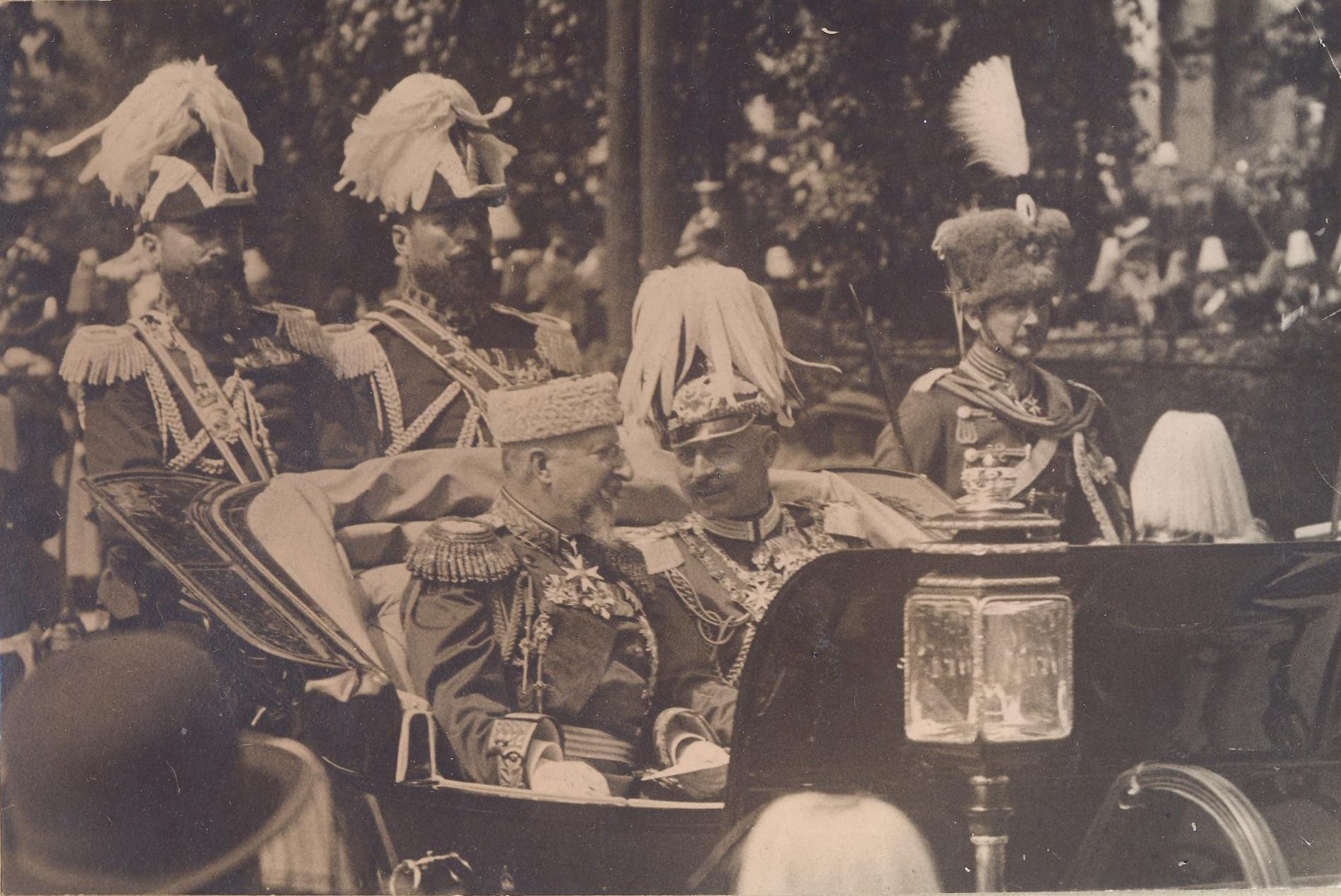
Ferdinando I, zar di Bulgaria, e Guglielmo II, imperatore di Germania, in carrozza nel 1914

La storia della Bulgaria nella prima guerra mondiale riguarda il periodo del coinvolgimento del Regno di Bulgaria nel primo conflitto mondiale e le conseguenze del conflitto nella storia politica e sociale del paese durante la guerra e nel dopoguerra.

## Coinvolgimento e conflitto
In seguito alle guerre balcaniche, l'opinione pubblica bulgara si schierò contro la Russia e le potenze occidentali, non ravvisando un loro intervento in aiuto della Bulgaria. Il governo di Vasil Radoslavov allineò la nazione con l'Impero tedesco e l'Austria-Ungheria, anche se ciò significava diventare un alleato degli ottomani, i tradizionali nemici della Bulgaria. ll primo ministro ottenne maggiori risultati con la firma di un trattato segreto difensivo tra la Bulgaria e l'Impero ottomano nell'agosto 1914. In quel momento non c'era nessuna rivendicazione contro l'Impero ottomano, mentre la Serbia, la Grecia e la Romania (alleate di Francia e Gran Bretagna) controllavano delle terre percepite ancora come bulgare.
La Bulgaria si tenne fuori dal conflitto durante il primo anno della prima guerra mondiale, mentre recuperava forze dalle guerre balcaniche. Ma quando la Germania promise di restaurare i confini del trattato di Santo Stefano, la Bulgaria, che possedeva l'esercito più grande dei Balcani, dichiarò guerra alla Serbia nell'ottobre 1915: si apriva così il fronte macedone. La Gran Bretagna, la Francia e l'Italia dichiararono quindi guerra alla Bulgaria. Alleata della Germania, dell'Austria-Ungheria e dell'Impero ottomano, la Bulgaria ebbe la meglio sulla Serbia e la Romania, occupando la maggior parte della Macedonia (prendendo Skopje in ottobre), avanzando nella Macedonia greca e sottraendo la Dobrugia alla Romania nel settembre del 1916.
Ma la guerra divenne presto impopolare tra la maggior parte dei bulgari, che soffrivano grandi ristrettezze economiche ed inoltre non gradivano combattere altri cristiani ortodossi ed essere alleati degli ottomani musulmani. Il leader del Partito Agrario, Aleksandăr Stambolijski, venne imprigionato per la sua opposizione alla guerra. La rivoluzione russa del febbraio del 1917 ebbe un grande effetto in Bulgaria, diffondendo sentimenti antibellici e antimonarchici tra le truppe e nelle città. A giugno il governo di Radoslavov si dimise. Si ebbero molti ammutinamenti nell'esercito, Stambolijski venne rilasciato e venne proclamata una repubblica.

### La Bulgaria entra in guerra

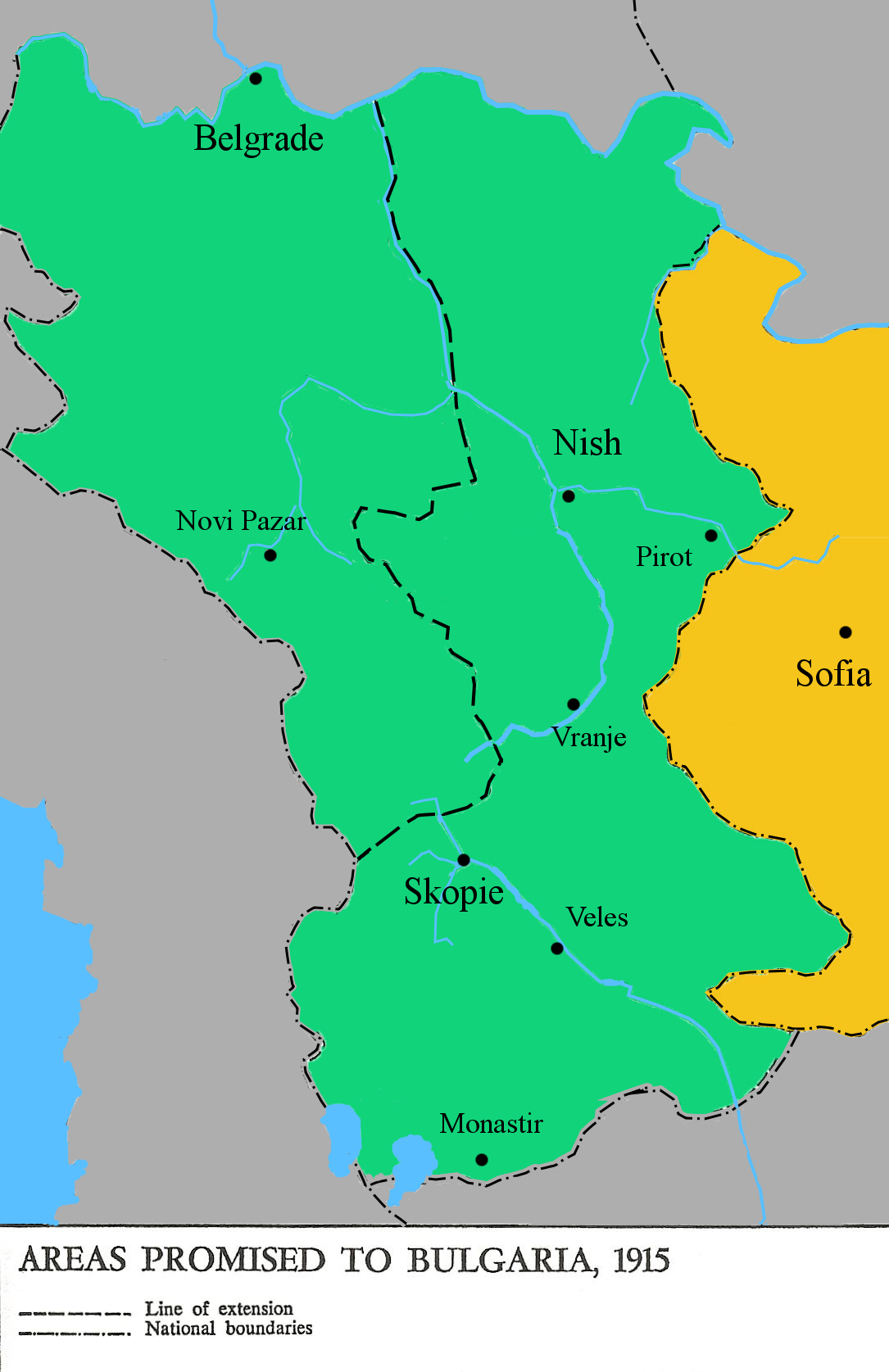
I territori serbi promessi alla Bulgaria col "trattato di amicizia e alleanza bulgaro-tedesco" (1915)

Il 6 settembre 1915, il Regno di Bulgaria formalizzò la sua affiliazioni agli Imperi centrali firmando tre separate intese di natura politica e militare:
- il primo documento, il trattato di amicizia e alleanza bulgaro-tedesco, venne firmato dal primo ministro Radoslavov e dall'ambasciatore tedesco a Sofia, Georg Michaelis. Tale trattato consisteva di cinque articoli e aveva valenza per cinque anni; in base ad esso, ognuna delle parti contraenti si impegnava a non entrare in un'alleanza o in un accordo diretto contro l'altra parte. La Germania era obbligata a proteggere l'indipendenza politica e l'integrità territoriale della Bulgaria contro qualsiasi attacco non causato da una provocazione bulgara. In cambio, la Bulgaria sarebbe stata obbligata ad agire contro un qualsiasi Stato ed essa confinante che avesse dichiarato guerra alla Germania;[2]

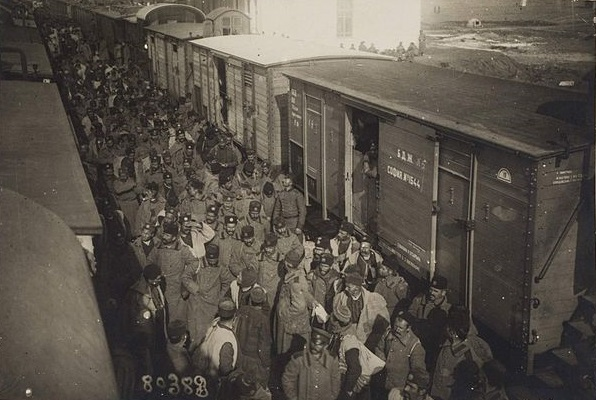
Riservisti bulgari alla stazione ferroviaria di Sofia in partenza per il fronte

- il secondo importante documento era un addendum segreto al trattato di alleanza: esso specificava le acquisizioni territoriali che la Germania garantiva alla Bulgaria, ovvero l'intera Macedonia Vardar, comprese le cosiddette zone contesa e non-contesa, oltre alle parti della "Vecchia Serbia" a est del fiume Morava.[2] In caso la Romania o la Grecia avessero attaccato la Bulgaria o i suoi alleati senza provocazione, la Germania sarebbe stata favorevole all'annessione alla Bulgaria dei territori ceduti a codesti Paesi col trattato di Bucarest del 1913, nonché ad una ridefinazione del confine bulgaro-romeno così come esso era stato delimitato nel trattato di Berlino del 1878; inoltre la Germania e l'Austria-Ungheria garantivano al governo bulgaro un prestito di guerra da 200.000.000 di franchi e, in caso la guerra fosse durata oltre quattro mesi, anche un ulteriore prestito;[2]

- il terzo documento fu siglato al quartier generale tedesco di Pless dal capo di Stato maggiore generale tedesco Erich von Falkenhayn, il capo di stato maggiore austro-ungarico conte Franz Conrad von Hötzendorf e il delegato del governo bulgaro, colonnello Peter Ganchev.[3] Si trattava di una convenzione militare che specificava il piano per la sconfitta finale e la conquista della Serbia. Germania e Austria-Ungheria erano obbligate ad agire contro la Serbia entro trenta giorni dalla firma della convenzione, mentre la Bulgaria si impegnava a fare lo stesso entro 35 giorni da quella data. Germania e Austria-Ungheria avrebbero dovuto schierare sul campo almeno sei divisioni di fanteria per l'attacco e la Bulgaria almeno quattro divisioni di fanteria.[4] Tutte queste forze sarebbero state poste sotto il comando del feldmaresciallo August von Mackensen, che avrebbe avuto il compito di combattere l'esercito serbo ovunque lo trovasse e aprire e assicurare al più presto una connessione terrestre tra Ungheria e Bulgaria.[3] La Germania si sarebbe inoltre impegnata a fornire qualsiasi materiale bellico di cui la Bulgaria avesse avuto bisogno, a meno che ciò non avesse danneggiato le esigenze della Germania. La Bulgaria doveva mobilitare le quattro divisioni entro 15 giorni dalla firma della convenzione e fornire almeno un'altra divisione (al di fuori del comando e delle forze di Mackensen) che doveva occupare la Macedonia Vardar. La Bulgaria si impegnò anche a mantenere una stretta neutralità nei confronti della Grecia e della Romania per la durata delle operazioni di guerra contro la Serbia, a condizione che anche questi due paesi fossero rimasti neutrali. L'impero ottomano aveva il diritto di aderire a tutti i punti della convenzione militare e Falkenhayn avrebbe dovuto aprire negoziati immediati con i suoi rappresentanti. Da parte sua, la Bulgaria accettò di dare il diritto di passaggio completo a tutti i materiali e soldati inviati dalla Germania e dall'Austria-Ungheria all'impero ottomano non appena fosse stato aperto un collegamento attraverso la Serbia, il Danubio o la Romania.[3]

## Il dopoguerra
Nel settembre 1918 i serbi, i britannici, i francesi, i greci e gli italiani ruppero il fronte macedone (Offensiva del Vardar) e lo zar Ferdinando si trovò costretto a intavolare le trattative di pace. Stambolijski favorì le riforme democratiche, ma non una rivoluzione. Per sopire le attività rivoluzionarie, persuase Ferdinando ad abdicare in favore del figlio Boris III. I rivoluzionari vennero arrestati e l'esercito andò allo sbando. Con il trattato di Neuilly (novembre 1919), la Bulgaria perse la sua costa egea a favore della Grecia e quasi tutto il suo territorio in Macedonia a favore del nuovo stato, il Regno dei Serbi, dei Croati e degli Sloveni, in seguito Jugoslavia, e dovette rendere la Dobrugia meridionale ai rumeni. Le elezioni del marzo 1920 videro la vittoria su larga scala del Partito Agrario, e Stambolijski formò il primo governo eletto democraticamente.

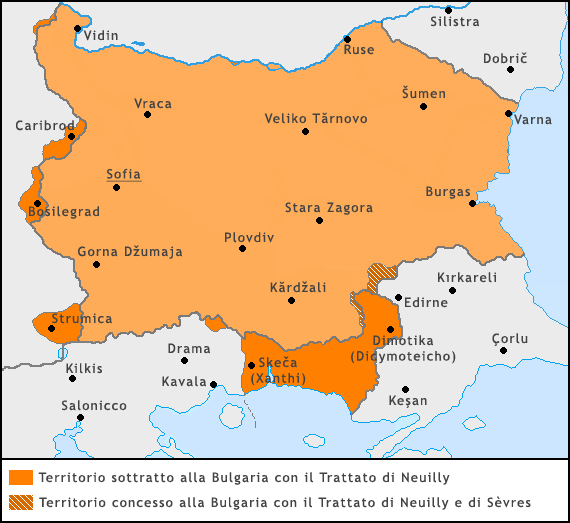
La Bulgaria dopo il trattato di Neuilly

Stambolijski si trovò ad affrontare enormi problemi sociali in quello che era ancora un povero paese abitato soprattutto da piccoli proprietari terrieri. La nazione doveva pagare le riparazioni di guerra alla Jugoslavia ed alla Romania, e affrontare anche il problema dei rifugiati, dato che i macedoni pro-bulgari avevano dovuto abbandonare la Macedonia jugoslava. Stambolijski non fu capace di attuare tutte le riforme necessarie, a causa dell'opposizione dello zar, dei proprietari terrieri e degli ufficiali dell'esercito, ancora influente nonostante la sconfitta. Un altro nemico era l'Organizzazione Rivoluzionaria Interna Macedone (VMRO), che istigava una guerra per riportare la Macedonia sotto l'autorità bulgara. Avendo di fronte a sé questa schiera di nemici, Stambolijski si alleò col partito comunista bulgaro e aprì le relazioni diplomatiche con l'Unione Sovietica.
Nel marzo 1923 Stambolijski firmò un accordo con la Jugoslavia, in cui riconosceva i nuovi confini e acconsentiva alla soppressione del VMRO. Ciò portò ad una reazione nazionalistica  ed il 9 giugno ci fu un colpo di Stato, nel quale Stambolijkski venne assassinato (decapitato). Prese il potere un governo di destra sotto Aleksandăr Cankov, supportato dallo zar, dall'esercito e dal VMRO, e cominciò la persecuzione degli agrari e dei comunisti. Il leader comunista Georgi Dimitrov scappò nell'Unione Sovietica. Nel 1925 ci fu una repressione selvaggia dopo il secondo tentato attentato alla vita dello zar nell'attentato di Sveta Nedelja (il primo attentato avvenne al passo montano di Arabakonak). Ma nel 1926 lo zar persuase Cankov a dimettersi e prese il potere un nuovo governo più moderato sotto Andrej Ljapčev. Venne proclamata un'amnistia, anche se i comunisti rimasero fuorilegge. Gli agrari si riorganizzarono e vinsero le elezioni del 1931 sotto la guida di Nikola Mušanov.
Non appena si raggiunse la stabilità politica, gli effetti della Grande depressione colpirono la Bulgaria e le tensioni sociali si riaprirono. Nel maggio 1934 ci fu un altro colpo di Stato, il partito agrario venne soppresso di nuovo e venne istituito un regime autoritario guidato da Kimon Georgiev, con il supporto dello zar Boris. Nell'aprile del 1935 Boris stesso prese il potere, governando per mano di un primo ministro fantoccio, Georgi Kjoseivanov (1935-40) e Bogdan Filov (1940-43). Il regime zarista mise al bando tutti i partiti dell'opposizione e portò la Bulgaria ad allearsi con la Germania nazista e l'Italia fascista. Anche se la firma dell'intesa balcanica aveva risanato le relazioni con la Jugoslavia e la Grecia, le questioni territoriali continuavano a ribollire.